# فضائل الصحابة (كتاب)
فضائل الصحابة هو كتاب ألفه الإمام أحمد بن حنبل في مناقب صحابة النبي محمد، ويحتوي الكتاب على (1963) نصًا مسندًا، منها ما هو مرفوع ومنها ما دون ذلك.

## ترتيب الكتاب
وقد رتب الإمام أحمد بن حنبل مادة الكتاب كما يلي:
بدأ بذكر فضل الصحابة بوجه عام كمقدمة لكتابه، ثم شرع في تراجم الصحابة، فبدأ بذكر الخلفاء الراشدين أبو بكر وعمر وعثمان وعلي حسب توليهم الخلافة، ثم أعقبهم بباقي العشرة المبشرين بالجنة رجل بعد رجل، ثم بدأ بذكر أهل البيت ثم الأنصار، ثم باقي الصحابة من غير ترتيب بينهم، وهذا الترتيب يشبه إلى حد كبير ترتيب مسند الإمام أحمد، وقد ترك بعض آل البيت في مكانهم وذكرهم في مواضع أخرى، وكان مسلكه في كتابته أن جمع طرق كل نص في موضع واحد وإن كان لم يقتصر على الثابت من النصوص، ولم ينص على ما هو صحيح ولم يعلق على ما فيه ضعف.

## أقسام الكتاب
قسم أحمد بن حنبل كتابه إلى سبعة وأربعين قسمًا هي:
| - سئل عن فضائل أبي بكر الصديق رحمة الله عليه - سئل عن قول علي بن أبي طالب وغيره: خير هذه الأمة بعد نبيها أبو بكر وعمر - قوله صلى الله عليه وسلم: " لو كنت متخذا من الناس خليلا، لاتخذت أبا بكر خليلا - قوله صلى الله عليه وسلم: «مروا أبا بكر فليصل بالناس» - بقية قوله: «مروا أبا بكر يصلي بالناس» - ما روي أن أول من أسلم أبو بكر - ما روي أن أبا بكر جاء ليستأذن فقال النبي صلى الله عليه وسلم: «ائذن له، وبشره بالجنة» - فضائل أمير المؤمنين عمر بن الخطاب رضي الله عنه - إسلام عمر بن الخطاب رضي الله عنه - باب: خير هذه الأمة بعد نبيها - ومن فضائل عمر بن الخطاب - فضائل عثمان بن عفان رضي الله عنه - ومن فضائل عثمان من حديث أبي بكر بن مالك عن شيوخه سوى عبد الله بن أحمد - أخبار أمير المؤمنين علي بن أبي طالب وزهده رضوان الله عليه - نسب أمير المؤمنين علي بن أبي طالب | - فضائل علي عليه السلام - من فضائل علي رضي الله عنه من حديث أبي بكر بن مالك عن شيوخه غير عبد الله - فضائل عبد الرحمن بن عوف رضي الله عنه - فضائل الزبير بن العوام رضي الله عنه - فضائل أبي عبيدة بن الجراح رضي الله عنه - فضائل طلحة بن عبيد الله رضي الله عنه - فضائل سعد بن أبي وقاص رضي الله عنه - فضائل فاطمة بنت رسول الله صلى الله عليه وسلم - فضائل الحسن، والحسين رضي الله عنهما - فضائل الأنصار رضي الله عنهم - فضائل خالد بن الوليد رحمه الله - فضائل سعد بن معاذ رحمه الله - فضائل حارثة بن النعمان رضي الله عنه - فضائل صهيب رضي الله عنه - فضائل العرب - فضائل أسامة بن زيد رضي الله عنه - فضائل عبد الله بن مسعود رضي الله عنه - فضائل عبد الله بن عباس رضي الله عنهما | - فضائل خديجة وغيرها - فضائل عمار بن ياسر رضي الله عنه - فضائل أهل اليمن - فضائل عائشة أم المؤمنين رضي الله عنها، وغير ذلك في أهل اليمن - فضائل بني غفار، وأسلم وغيرهم - فضائل جعفر بن أبي طالب رضي الله عنه - فضائل جرير بن عبد الله رضي الله عنه - فضائل عبد الله بن عمر رضي الله عنهما - فضائل قوم شتى من أهل الشام - فضائل أصحاب النبي صلى الله عليه وسلم - فضائل عمرو بن العاص رضي الله عنه - فضائل معاوية بن أبي سفيان رضي الله عنهما - فضائل أبي الفضل العباس بن عبد المطلب عم رسول الله صلى الله عليه وسلم - فضائل عبد الله بن عباس رضي الله عنه |

## وصلات خارجية
- رابط لقراءة الكتاب
- رابط أول لتحميل الكتاب
- رابط ثاني لتحميل الكتاب